# NGC 2449
NGC 2449 (другие обозначения — UGC 4026, MCG 5-19-7, ZWG 148.20, PGC 21802) — галактика в созвездии Близнецы.
Этот объект входит в число перечисленных в оригинальной редакции «Нового общего каталога».